# Desmomys harringtoni
Desmomys harringtoni is een knaagdier uit het geslacht Desmomys dat voorkomt in de bergen van Ethiopië, van 1500 tot 3300 m hoogte. Deze soort brengt een deel van zijn tijd in bomen door.
D. harringtoni is een ruig behaarde rat die sterk op Pelomys-soorten lijkt. De rug is donkerbruin, de flanken okerkleurig en de buik wit. De kiezen verschillen van die van andere geslachten. De kop-romplengte bedraagt 110 tot 155 mm, de staartlengte 105 tot 150 mm, de achtervoetlengte 25 tot 30 mm, de oorlengte 14 tot 21 mm, de schedellengte 28,11 tot 32,10 mm en het gewicht 50 tot 100 gram. Het karyotype bedraagt 2n=52, FN=78.
Desmomys harringtoni · Desmomys yaldeni